# Setaria grandis
Setaria grandis är en gräsart som beskrevs av Otto Stapf. Setaria grandis ingår i släktet kolvhirser, och familjen gräs. Inga underarter finns listade i Catalogue of Life.